# Tassuad
Tassuad (de son vrai nom Jacques Daussat) né le 25 mars 1948 à Mayence, Allemagne, mort le 22 janvier 2017 à Perros-Guirec, France est un dessinateur de presse français et animateur en milieu scolaire. Il a commencé à dessiner dans Le Trégor, un hebdomadaire breton, en compagnie d'André Morvan et Bibeur Lu.

## Activités
Tassuad est présent dans différents salons ou festivals : Salon du dessin de presse, d'humour et de caricature de Marciac depuis 2007, salon international du dessin de presse et d'humour de Saint-Just-le-Martel, Perros-Guirec, Téloché, Tourcoing, Cléder, Carquefou, Cartoons in Tavagna (Talasani en  Corse) ...
Il produit des dessins, articles et photos dans Jazz au Cœur lors des éditions 2009, 2010, 2011 et 2012, 2013, 2014, 2015 de Jazz in Marciac. Exposition sur le thème du jazz (40 originaux) à Arras pour Jazz à Guines.
Musicien amateur, branché blues, Tassuad joue de l'harmonica. Il a participé au Tonic Trieux festival en 2012, 2014, 2015 ; au Festival des 2 rivières,, Belle Isle en 2014, 2015 ; les Rockeurs ont du cœur en 2011, 2012, 2013, 2014, 2015 ; Soirée Blues Rytm and roots Trégastel ; Marciac en 2011, 2012, 2013, 2014, 2015 (Eqart, L'Ane bleu, bis...), Arras jazz festival avec Blues de Pierre 2013, 2014. Organisateur des rendez-vous musicaux aux docks à Trégastel à la Capsule à Kerbors. Membre de la Commission de programmation pour Jazz d'Automne à Perros-Guirec…

## Œuvres publiées
- Ce drôle de siècle en Bretagne  (ISBN 2-9514441-0-9)
- Les Bretons sont drôlement champions.
- Marciac Terre de jazz (dessinateur et rédacteur en chef) 2015 - édité par le CLAP.  2016 Grand Prix au 6e salon littéraire à Condom dans le Gers dans la catégorie beaux livres[5]